# Jamras Rittidet
Jamras Rittidet (* 1. Februar 1989) ist ein thailändischer Hürdenläufer, der sich auf die 110-Meter-Distanz spezialisiert hat.

## Sportliche Laufbahn
Erste internationale Erfahrungen sammelte Jamras Rittidet im Jahr 2006, als er bei den Juniorenasienmeisterschaften in Macau in 14,58 s den achten Platz belegte. Im Jahr darauf schied er bei den Hallenasienspielen ebendort mit 8,17 s im 60-Meter-Hürdenlauf in der Vorrunde aus und 2008 erreichte er bei den Juniorenasienmeisterschaften in Jakarta in 14,09 s Rang sechs. 2009 belegte er bei den Asienmeisterschaften in Guangzhou in 14,07 s den sechsten Platz und erreichte bei den Hallenasienspielen in Hanoi in 7,88 s Rang fünf. Anschließend gewann er bei den Südostasienspielen in Vientiane mit neuem Spielerekord von 13,89 s die Goldmedaille. 2010 nahm er erstmals an den Asienspielen in Guangzhou teil und belegte dort in 13,81 s den sechsten Platz.
2011 erreichte er bei den Asienmeisterschaften in Kōbe in 13,96 s Rang vier und verteidigte anschließend bei den Südostasienspielen in Palembang in 13,77 s seinen Titel und verbesserte damit erneut den Spielerekord sowie den thailändischen Landesrekord. 2013 belegte er bei den Asienmeisterschaften in Pune in 14,07 s den fünften Platz und schied anschließend bei den Weltmeisterschaften in Moskau mit 14,71 s in der Qualifikation aus. Zudem siegte er bei den Südostasienspielen in Naypyidaw mit 13,72 s die dritte Goldmedaille in Folge. Im Jahr darauf nahm er erneut an den Asienspielen in Incheon teil und gewann dort mit neuem Landesrekord von 13,61 s die Bronzemedaille hinter dem Chinesen Xie Wenjun und Kim Byoung-jun.
2015 belegte er bei den Asienmeisterschaften in Wuhan in 13,77 s den vierten Platz und siegte anschließend bei den Südostasienspielen in Singapur in 13,69 s. Daraufhin schied er bei den Weltmeisterschaften in Peking mit 14,00 s im Vorlauf aus. 2017 gewann er bei den Südostasienspielen in Kuala Lumpur in 14,10 s die Silbermedaille hinter dem Malaysier Rayzam Shah Wan Sofian. 2019 startete er bei den Militärweltspielen in Wuhan und schied dort mit 14,32 s im Vorlauf aus und belegte mit der thailändischen 4-mal-100-Meter-Staffel in 39,81 s den vierten Platz.
In den Jahren 2009 und 2012 wurde Rittidet thailändischer Meister im 110-Meter-Hürdenlauf.

## Persönliche Bestleistungen
- 110 m Hürden: 13,61 s (+0,4 m/s), 30. September 2014 in Incheon (thailändischer Rekord)
  - 60 m Hürden: 7,78 s, 1. November 2009 in Hanoi